# Harold & Kumar Go to White Castle
Harold & Kumar Go to White Castle is een filmkomedie uit 2004 onder regie van Danny Leiner. In 2008 verscheen er een vervolg getiteld Harold & Kumar Escape from Guantanamo Bay.

## Verhaal
Harold Lee en Kumar Petel zijn beste vrienden. Harold is de meest serieuze van het stel en heeft een goede baan. Zijn baas laat hem echter steeds het vuile werk doen dat eigenlijk voor hemzelf bestemd is. Kumar is een nietsnut die ondanks goede cijfers op school zijn dagen vooral vult met het roken van wiet. Harold doet hierin mee maar probeert zijn leven wel op de rit te houden. Na een avond blowen besluiten ze hun vreetkick te stillen bij White Castle. Dit fastfoodrestaurant bereiken blijkt echter moeilijker dan gedacht en de film volgt de avonturen van Lee en Petel terwijl ze proberen White Castle te bereiken. 

## Rolverdeling
| Acteur              | Personage                     |
| ------------------- | ----------------------------- |
| John Cho            | Harold Lee                    |
| Kal Penn            | Kumar Patel                   |
| Paula Garcés        | Maria                         |
| Neil Patrick Harris | Neil Patrick Harris           |
| Eddie Kaye Thomas   | Rosenberg                     |
| David Krumholtz     | Goldstein                     |
| Christopher Meloni  | Freakshow                     |
| Fred Willard        | Dr. Willoughby                |
| Ryan Reynolds       | Verpleger                     |
| Ethan Embry         | Billy Carver                  |
| Robert Tinkler      | J.D.                          |
| Anthony Anderson    | Werknemer van de Burger Shack |
| Brooke D'Orsay      | Clarissa                      |
| Jamie Kennedy       | Enge Man                      |
| Malin Åkerman       | Liane                         |